# Florin Abelès
Florin Abelès, né le 20 octobre 1922 à Galați en Roumanie et mort le 12 avril 2005 dans le 14e arrondissement de Paris, est un physicien français, spécialiste de l'optique.

## Biographie
Né à Galați en Roumanie, Florin Abelès sort ingénieur diplômé de l'École supérieure d'optique en 1947. Il soutient sa thèse pour le doctorat ès sciences en 1949 devant la faculté des sciences de l'université de Paris (Recherches sur la propagation des ondes électromagnétiques sinusoïdales dans les milieux stratifiés. Application aux couches minces). 
Il devient ensuite successivement chercheur du Centre national de la recherche scientifique (CNRS), maître de conférences à la faculté des sciences de l'université de Paris (certificat propédeutique SPCN), professeur sans chaire puis professeur titulaire à titre personnel en janvier 1965. Il fonde en 1952 le groupe d’optique des solides de l’Institut d'optique théorique et appliquée avant de prendre la direction du laboratoire d’optique des solides de l’université Paris-VI de 1974 à 1985.
Reconnu internationalement pour ses découvertes en optique, notamment dans le domaine des couches minces et de l'ellipsométrie, il fonde en 1969 la revue internationale Optics Communications, dont il est le rédacteur en chef jusqu’en 1993.

## Distinctions
Florin Abelès a reçu le prix Louis Ancel de la Société française de physique en 1954 et la médaille CEK Mees de l’Optical Society of America.[réf. souhaitée]